# Чёрные горы (Бутан)
Чёрные горы — горный хребет в Бутане.

## География
Хребет пересекает страну с севера на юг и делит её на две части: западный и восточный Бутан. Также Чёрные горы являются водоразделом между бассейнами рек Дрангме и Мо
Высота колеблется от 700 метров до 4617 метров над уровнем моря, средние высоты 1500—2700 метров.
Горы включены в территорию Национального парка Джигме Сингье Вангчука, второе название которого Национальный парк Чёрных Гор. Область всегда считалась священной для местных жителей. Доступ в районы около вершин официально запрещён.
Единственная дорога в этих горах следует через перевал Пеле-ла (3300 метров).
На западных склонах Чёрных гор расположен знаменитый монастырь Гангтей-гомпа. К востоку от перевала Пеле-ла по основному шоссе расположен Чендебджи-чортен (около 20 км), а далее — Тонгса.

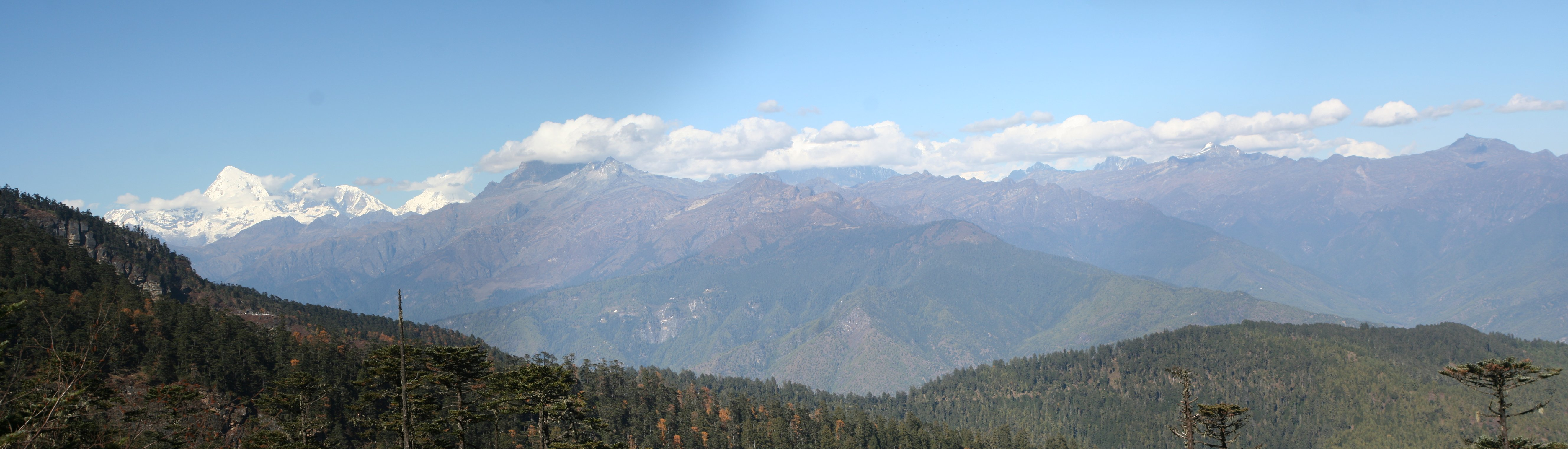
Вид с перевала Пеле-ла